# Eunemorilla alearis
Eunemorilla alearis là một loài ruồi trong họ Tachinidae.